# 刺茶美登木
刺茶美登木（学名：Maytenus variabilis）为卫矛科美登木属的植物，其种加词“variabilis”意为“变化的”。本种为中国的特有植物。分布在中国大陆的云南、湖北、贵州、四川等地，生长于海拔300米至1,100米的地区，多生长于草地、岩石边及多石斜坡，目前尚未由人工引种栽培。
现接受名为刺茶裸实（Gymnosporia variabilis (Hemsl.) Loes., 1900)。